# Lego Супергерои DC: Лига Справедливости — Атака Легиона Гибели!
«Lego Супергерои DC: Лига Справедливости — Атака Легиона Гибели!» (англ. Lego DC Super Heroes: Justice League — Attack of the Legion of Doom!) — мультипликационный фильм, предназначенный для домашнего просмотра и основанный на персонажах «DC Comics». Фильм является четвёртым в линейке «Lego DC Comics» и вышел 25 августа 2015 года.

## Сюжет
После того, как Лига Справедливости сократила преступность, Лекс Лютор, Синестро и Чёрная Манта решают создать собственную команду супер-злодеев — Легион Гибели. Они проводят кастинг, который успешно проходят Гепарда, Горилла Гродд и Капитан Холод.
Тем временем Бэтмена избирают лидером Лиги Справедливости. Киборг — самый юный член команды — мечтает о том, чтобы стать великим героем, но, потерпев неудачу при поимке Обманщика, начинает сомневаться в его ценности для Лиги Справедливости.
Легион Гибели врывается в Зону 52. Пока злодеи сражаются с подоспевшими членами Лиги Справедливости, Дарксайд телепортирует Лекса Лютора в хранилище, откуда они забирают капсулу с инопланетянином. Им оказывается марсианин по имени Дж'онн Дж'оннз. Лекс Лютор обманывает его, привлекая на свою сторону.
Вернувшись в Зал Справедливости, Киборг начинает задаваться вопросом, что он должен сделать, чтобы стать лучше. После разговора с Чудо-женщиной он понимает её слова превратно и  вооружается до зубов. Проходя по коридору, он дважды встречает Бэтмена. Оказывается, одним из них был Дж'онн, который взламывает компьютер, чтобы создать ложную тревогу на электростанции Метрополиса.
Когда Лига Справедливости прибывает на электростанцию, только Киборг видит, что станция кажется совершенно невредимой. Это объясняется тем, что Дж'онн использовал свою телепатию, чтобы создать иллюзию аварии и подставить героев. Трибунал ООН и генерал Сэм Лейн приказывают выслать Лигу Справедливости в космос.
Заподозрив неладное, Дж'онн принимает обличие Чёрной Манты и узнаёт, что Лекс планирует избавиться от него. В космосе Синестро пытается отправить Лигу Справедливости в чёрную дыру, что приводит к разрушению Киборга. Бэтмен понимает, что это не Киборг, а его робот-помощник.
Настоящий Киборг всё ещё находится в Зале Справедливости и находит микросхему, с помощью которой был взломан их компьютер. Синестро находит Киборга и побеждает его, но Дж'онн приходит на помощь герою. Используя телепатию марсианин заставляет Синестро вернуть остальных членов Лиги Справедливости.
Разгромив Легион Гибели, Лига Справедливости принимает Дж'оннза в свои ряды под именем Марсианский Охотник. Тем временем Лекс Лютор требует Дарксайда вызволить его из тюрьмы. Тот отказывается, решив использовать другого врага землян — Брейниака.

## Роли озвучивали
- Бэтмен — Трой Бейкер
- Супермен — Нолан Норт
- Зелёный Фонарь — Джошуа Китон
- Киборг — Хари Пейтон
- Флэш, генерал Сэм Лейн — Джеймс Арнольд Тейлор
- Чудо-женщина, Лоис Лейн — Грей Делайл
- Дж'онн Дж'оннз/Марсианский Охотник, Мэн-Бэт — Ди Брэдли Бейкер
- Лекс Лютор, Джокер — Джон Ди Маджо
- Синестро, Обманщик — Марк Хэмилл
- Чёрная Манта, Капитан Холод, Горилла Гродд — Кевин Майкл Ричардсон
- Гепарда — Кри Саммер
- Дарксайд — Тони Тодд
- Пингвин — Томас Кенни

## Номинации
В 2016 году фильм был номинирован на премию «Золотая бобина» в категории «Лучший звуковой монтаж мультфильмов, выпущенных сразу на видео».